# Densité primitive de moût

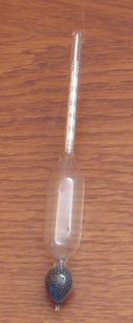
Densimètre en verre, avec lest calibré par des billes de plomb.

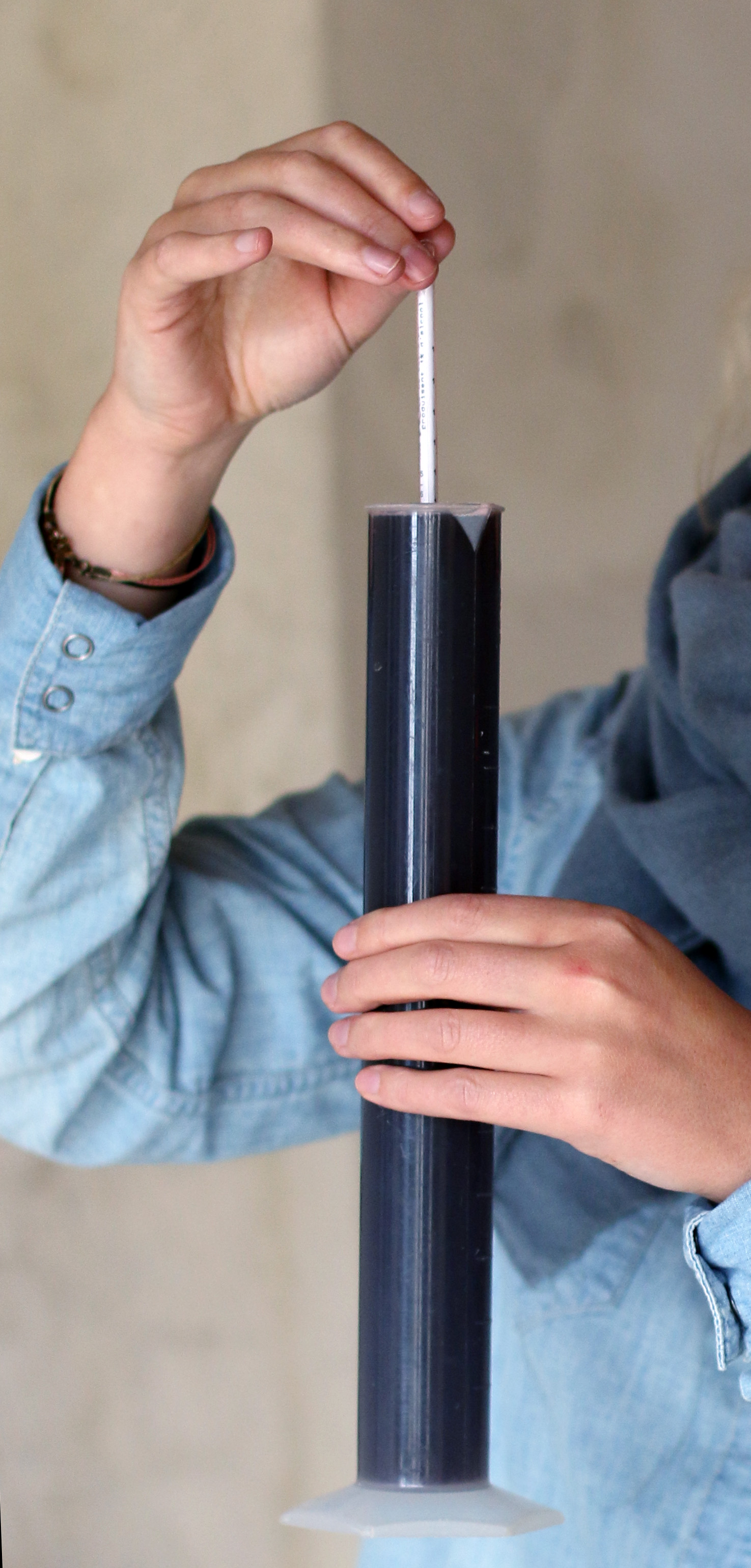
Prise de densité d'un vin à l'aide d'un densimètre.

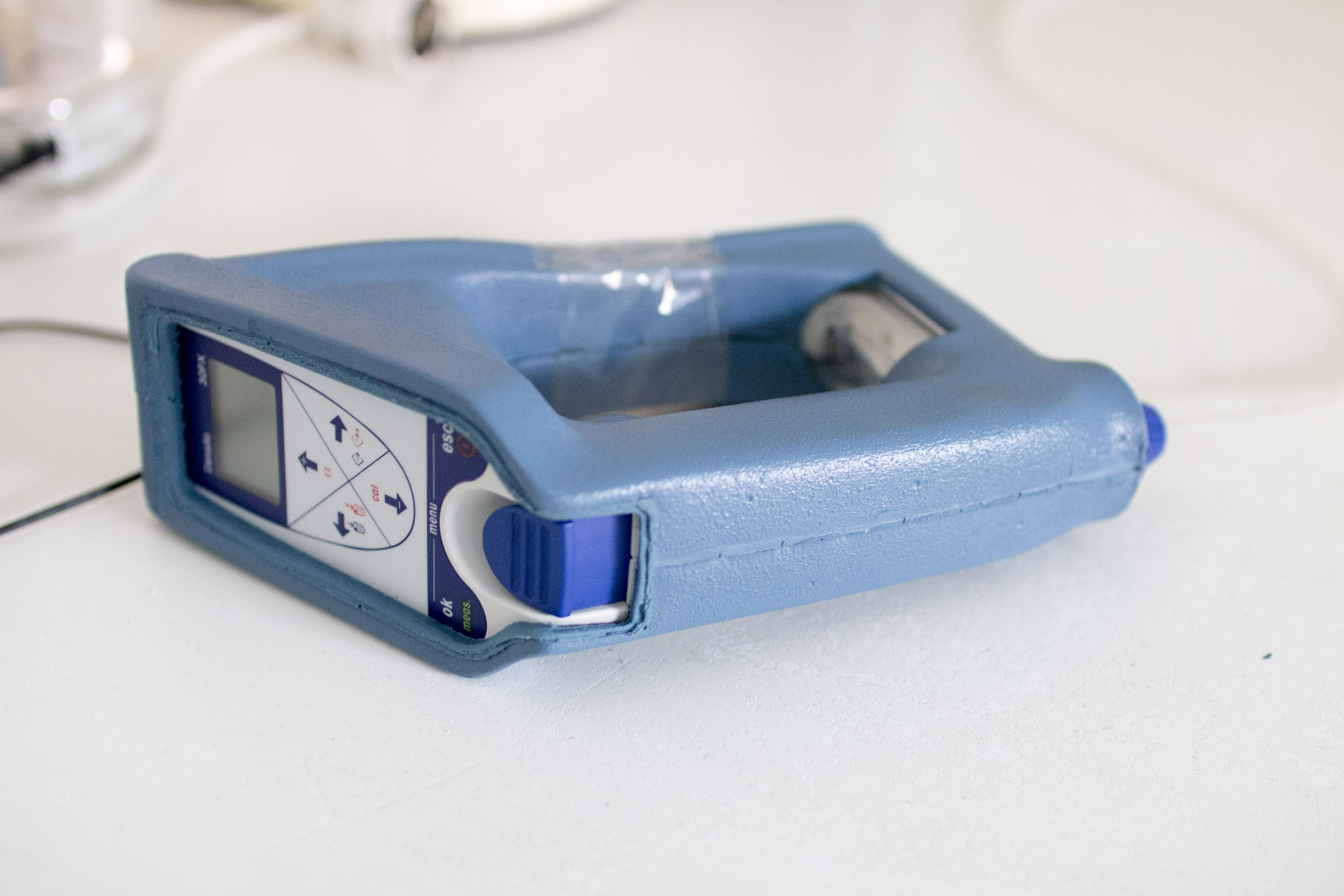
Densimètre électronique utilisé en œnologie.

La densité primitive de moût, ou densité initiale, est le pourcentage en masse d'extrait sec d'un moût avant fermentation alcoolique ou fermentation acétique. Elle est relative à la masse volumique ou à la densité.

## Échelles de mesure
L'échelle de Balling a été développée par le chimiste tchèque Karl Balling. Elle donne la concentration d'une solution de saccharose exprimée en pourcentage de son poids à une température de 17,5 °C.
L'échelle de Brix est initialement issue d'un recalcul de l'échelle de Balling par Adolf Brix avec une température de référence de 15,5 °C. Celle actuellement utilisée provient de nouveaux calculs avec une température de référence de 20,0 °C. Une bonne approximation est donnée par la formule 261,3 × (1 - 1 / g) où g est la densité de la solution à 20,0 °C.
Le degré Baumé est une unité de mesure indirecte de concentration, via la densité, inventée par Antoine Baumé. On le note par °B, °Be ou °Bé. Elle est proportionnelle au degré Brix, pour les liquides plus lourds que l'eau (densité > 1) : d = 145 ÷ (145 - B°), à 20 °C.
L'échelle de Plato est aussi une amélioration de l'échelle de Balling. Elle utilise une température de référence de 17,5 °C et une mesure légèrement différente. Une bonne approximation est donnée par la formule 260,0 × (1 - 1 / g) où g est la densité de la solution à 17,5 °C.
Les trois échelles sont souvent interchangeables entre les domaines car les différences de composition des moûts sont minimes :
- L'échelle de Brix et de Baumé sont surtout utilisées pour les jus de fruits, la vinification et l'industrie du sucre.
- L'échelle de Plato est principalement utilisée dans le domaine brassicole.
- L'échelle de Balling subsiste encore sur de vieux saccharimètres et est toujours utilisé dans l'industrie du vin en Afrique du Sud.

## Correspondance
Les différentes unités peuvent être comparées dans une table de conversion. L'usage varie selon les régions viticoles du monde.
| Masse volumique à 20 °C en kg/m3 (densité) | Teneur en sucre en g/L | Degré potentiel en %vol. (basé sur 16,83 g/%vol. de sucre) | Indice de réfraction | Degré Baumé | Degré Brix |
| ------------------------------------------ | ---------------------- | ---------------------------------------------------------- | -------------------- | ----------- | ---------- |
| 1036                                       | 74,74                  | 4,44                                                       | 1,3467               | 5,3         | 9,5        |
| 1038                                       | 79,87                  | 4,75                                                       | 1,3475               | 5,6         | 10,0       |
| 1040                                       | 85,00                  | 5,05                                                       | 1,3482               | 5,8         | 10,5       |
| 1042                                       | 90,13                  | 5,34                                                       | 1,3490               | 6,0         | 10,9       |
| 1044                                       | 95,26                  | 5,66                                                       | 1,3497               | 6,3         | 11,4       |
| 1046                                       | 100,39                 | 5,96                                                       | 1,3505               | 6,6         | 11,9       |
| 1048                                       | 105,52                 | 6,26                                                       | 1,3512               | 6,9         | 12,4       |
| 1050                                       | 110,65                 | 6,56                                                       | 1,3520               | 7,1         | 12,9       |
| 1052                                       | 115,78                 | 6,88                                                       | 1,3527               | 7,4         | 13,3       |
| 1054                                       | 120,91                 | 7,18                                                       | 1,3535               | 7,7         | 13,8       |
| 1056                                       | 126,03                 | 7,48                                                       | 1,3542               | 8,0         | 14,3       |
| 1058                                       | 131,16                 | 7,79                                                       | 1,3550               | 8,2         | 14,7       |
| 1060                                       | 136,29                 | 8,10                                                       | 1,3557               | 8,4         | 15,2       |
| 1062                                       | 141,42                 | 8,40                                                       | 1,3565               | 8,7         | 15,7       |
| 1064                                       | 146,55                 | 8,70                                                       | 1,3572               | 8,9         | 16,1       |
| 1066                                       | 151,68                 | 9,00                                                       | 1,3580               | 9,2         | 16,6       |
| 1068                                       | 156,81                 | 9,31                                                       | 1,3587               | 9,5         | 17,1       |
| 1070                                       | 161,94                 | 9,60                                                       | 1,3595               | 9,7         | 17,5       |
| 1072                                       | 167,07                 | 9,92                                                       | 1,3602               | 10,0        | 18,0       |
| 1074                                       | 172,33                 | 10,22                                                      | 1,3610               | 10,2        | 18,4       |
| 1076                                       | 177,33                 | 10,53                                                      | 1,3617               | 10,5        | 18,9       |
| 1078                                       | 182,46                 | 10,85                                                      | 1,3625               | 10,7        | 19,3       |
| 1080                                       | 187,59                 | 11,13                                                      | 1,3632               | 11,0        | 19,8       |
| 1082                                       | 192,70                 | 11,45                                                      | 1,3640               | 11,2        | 20,2       |
| 1084                                       | 197,75                 | 11,75                                                      | 1,3647               | 11,5        | 20,7       |
| 1086                                       | 202,97                 | 12,06                                                      | 1,3655               | 11,7        | 21,1       |
| 1088                                       | 207,85                 | 12,35                                                      | 1,3662               | 12,0        | 21,6       |
| 1090                                       | 213,23                 | 12,67                                                      | 1,3670               | 12,2        | 22,0       |
| 1092                                       | 218,36                 | 12,97                                                      | 1,3677               | 12,5        | 22,5       |
| 1094                                       | 223,49                 | 13,27                                                      | 1,3684               | 12,7        | 22,9       |
| 1096                                       | 228,62                 | 13,57                                                      | 1,3692               | 12,9        | 23,3       |
| 1098                                       | 233,75                 | 13,89                                                      | 1,3699               | 13,2        | 23,8       |
| 1100                                       | 238,88                 | 14,17                                                      | 1,3707               | 13,4        | 24,2       |
| 1102                                       | 244,00                 | 14,41                                                      | 1,3714               | 13,6        | 24,7       |
| 1104                                       | 249,14                 | 14,70                                                      | 1,3722               | 13,9        | 25,1       |
| 1106                                       | 254,27                 | 15,00                                                      | 1,3729               | 14,1        | 25,5       |
| 1108                                       | 259,39                 | 15,30                                                      | 1,3737               | 14,4        | 26,0       |
| 1110                                       | 264,52                 | 15,73                                                      | 1,3744               | 14,6        | 26,4       |
| 1112                                       | 269,65                 | 15,90                                                      | 1,3752               | 14,8        | 26,8       |
| 1114                                       | 274,78                 | 16,18                                                      | 1,3759               | 15,1        | 27,3       |
| 1116                                       | 279,91                 | 16,47                                                      | 1,3767               | 15,3        | 27,7       |
| 1118                                       | 285,04                 | 16,77                                                      | 1,3774               | 15,5        | 28,1       |
| 1120                                       | 290,17                 | 17,05                                                      | 1,3782               | 15,7        | 28,5       |

## Législation

### Allemagne
La densité primitive de moût est utilisée en Allemagne dans le calcul de l'impôt sur la bière. Les catégories sont
- 0–7 % : Einfachbiere (exemple : Malzbier)
- 7–11 % : Schankbiere (exemple : Berliner Weisse)
- 11–14 % : Vollbiere (exemples : Pils, Weizen)
- 16–28 % : Starkbiere (exemple : Doppelbock)

### Suisse
En Suisse, la loi fédérale sur l'imposition de la bière (mise en application le 1er juillet 2007) suit le même schéma :
« 
Art. 10 — Base de calcul
1. L’impôt est calculé par hectolitre et sur la base de la teneur en moût d’origine, exprimée en degrés Plato.
2. Le degré Plato est la teneur en moût d’origine de la bière, exprimée en grammes par 100 grammes de bière, telle qu’elle est déterminée à l’aide de la grande formule de Balling sur la base de la teneur en alcool et de la teneur en extrait.
3. Lors de la détermination du degré Plato, seule la première décimale est prise en compte.

Art. 11 — Taux de l’impôt
1. L’impôt se monte à:
a. jusqu’à 10,0 degrés Plato (bière légère) 16 fr. 88 par hectolitre;
b. de 10,1 à 14,0 degrés Plato (bière normale ou spéciale) 25 fr. 32 par hectolitre;
c. à partir de 14,1 degrés Plato (bière forte) 33 fr. 76 par hectolitre.
2. La bière dont la teneur en alcool ne dépasse pas 0,5 % du volume (bière sans alcool) est exonérée de l’impôt.

 »
Néanmoins, l'article 13 de la même loi précise que la bière est exonérée d'impôt lorsqu'elle n'est pas brassée en tant que produit fini, mais sert à la fabrication d'autres produits.